# Hans-Peter Kirchberg
Hans-Peter Kirchberg (* 6. März 1956 in Leipzig) ist ein deutscher Dirigent und Pianist.

## Werdegang
Kirchberg hatte ersten Klavier-Unterricht mit 5 Jahren und sein erstes öffentliches Konzert im Alter von 6 Jahren. Sein Vater war Rechtsanwalt. Dieser verteidigte oft als Pflichtverteidiger sogenannte „systemkritische“ Menschen aus dem vorwiegend künstlerischen Metier, wie zum Beispiel 1961 im Schauprozess gegen das Studentenkabarett „Rat der Spötter“ der Leipziger Universität (Peter Sodann, Ernst Röhl, Heinz-Martin Benecke).
Von 1970 bis 1974 besuchte Kirchberg die („Erweiterte“) Thomasschule Leipzig, bevor er sein Musikstudium in Dresden bei Rudolf Neuhaus und Peter Gülke begann. In dieser Zeit wurde er mehrfacher Preisträger des Improvisations-Wettbewerbs im Rahmen der Thüringer Bach-Tage in Weimar. Dirigierunterricht nahm er zusätzlich bei Eugen Jochum, Rudolf Kempe und Kurt Masur, und er war Teilnahme an Meisterkursen bei Igor Markevitch, Kurt Masur, Heinz Rögner und Wolf-Dieter Hauschild. Er war Assistent bei Leonard Bernstein, Christoph Eschenbach, Mstislaw Rostropowitsch. Aufgrund seiner familiären Herkunft und politischen Einstellung hatte er in der DDR bis 1988 ein über zehnjähriges Reiseverbot zu internationalen Wettbewerben, Kursen und Festivals.
Nach der Wende ergaben sich Engagements an verschiedenen deutschen Opernhäusern in Chemnitz, Zwickau, Bautzen, Halle, Schwerin und Wuppertal. Er veranstaltete Konzerte (auch als Lied- und Instrumentalbegleiter) und unternahm Tourneen, u. a. mit Helmuth Rilling und Mstislaw Rostropowitsch. Er konzertierte u. a. mit der Berliner Kammeroper, dem theater 89 in Berlin, dem Neuen Berliner Kammerorchester, der Neuköllner Oper, dem Landesjugendsinfonieorchester Brandenburg und der Kammerakademie Schloss Rheinsberg. Er dirigierte die Uraufführung der Oper „Rheinsberger Maskerade“ von Thomas Bürkholz zur Eröffnung des Schlosstheaters 2000.
Kirchberg unterrichtete seit 1994 in der Abteilung Gesang/Musiktheater der Hochschule für Musik „Hanns Eisler“ Berlin und ist außerdem Dozent des Studienganges Musical/Show der Universität der Künste Berlin. 2018 war er erstmals auch als Gastdozent (Partien-Studium und Liedgestaltung) bei der Sächsischen Sängerakademie in Torgau tätig. Von 2002 bis 2022 war er als Musikalischer Direktor der Neuköllner Oper.
Die preisgekrönten Opern nahezu aller Kompositions-Wettbewerbe („Neuköllner Opernpreis“, ab 2005 „Berliner Opernpreis“ genannt) hat als Dirigent geleitet: Der Wurm, Alice (im Wunderland), Hundeherz  (nach Bulgakows gleichnamigen Roman), Münchhausen, Wischen – No Vision und 
Er gilt als Experte für Uraufführungen im Musiktheater (u. a. Opern von Klaus Arp, Thomas Bürkholz, Dan Dediu, Winfried Radeke, Frank Schwemmer und Jan Müller-Wieland sowie Musicals von Wolfgang Böhmer, Niclas Ramdohr und Thomas Zaufke).
Kirchberg war der Dirigent der ersten Oper über Angela Merkel, deren Aufführung vor der Bundestagswahl im Sommer 2002 im U-Bahnhof unter dem Reichstag für internationales Medieninteresse sorgte („Angela - Eine Nationaloper“ von Frank Schwemmer (Komposition) und Michael Frowin (Libretto)). Anfang 2005 leitete er die Europäische Erstaufführung der Shōmyō Symphonie II des Japaners Maki Ishii im Haus der Kulturen der Welt in Berlin. Im Schlosstheater Rheinsberg war er Dirigent der Gala zum 80. Geburtstag des Komponisten Gerd Natschinski im August 2008.

## Preise und Auszeichnungen
Er ist Preisträger des „Silbernen Blatts“ der Dramatiker Union 2009 und Ensemble-Preisträger der Deutschen Musical-Akademie 2016 in der Kategorie „Bestes Musical“ für „Stella – Das blonde Gespenst vom Kurfürstendamm“.

## Premieren
- 1996 Messeschlager Gisela
- 1997 Die Legende vom Krabat (Teil 1+2)
- 1998 The Boys of Syracuse
- 1998 Das Wunder von Neukölln
- 2001 Cinderella passt was nicht
- 2002 Assassins – Attentäter
- 2003 Elternabend
- 2004 Der Elefantenmensch
- 2004 Friendly Fire
- 2005 Macbeth
- 2006 Held Müller
- 2007 Kauf dir ein Kind
- 2007 Weintraubs Jazz Odyssee
- 2008 Türkisch für Liebhaber
- 2009 Leben ohne Chris
- 2009 Fanny und Schraube
- 2009 Der Fall Rigoletto – Ein Vatikan-Krimi
- 2010 Tango Türk
- 2010 Mein Avatar und ich
- 2012 Yasou Aida (nach Verdi „Aida“)
- 2012 Berlinerleben
- 2013 Stimmen im Kopf
- 2013 AiRossini (nach Verdi „Il viaggio a Reims“)
- 2014 Schwestern im Geiste
- 2014 Bazaar Cassandra
- 2015 Die Akte Carmen (nach Bizet „Carmen“)
- 2015 Grimm
- 2016 Iris Butterfly (nach Mascagni „Iris“)
- 2016 Stella – Das blonde Gespenst vom Kurfürstendamm  (Preise der Deutschen Musical-Akademie in 6 Kategorien, u. a. „Bestes Musical“)
- 2017 Kopfkino – Das Filmmusical (in Kooperation mit der Filmhochschule Babelsberg auch als preisgekrönte Verfilmung)
- 2018 Welcome to Hell – Das Musical zum Krawall-Gipfel in Hamburg
- 2019 Drachenherz (nach der Nibelungen-Sage) – UA am Opernhaus Chemnitz in Kooperation mit der Neuköllner Oper Berlin
- 2021 Eine Stimme für Deutschland – Die musikalische Quittung